# Przysięga na wierność Hitlerowi

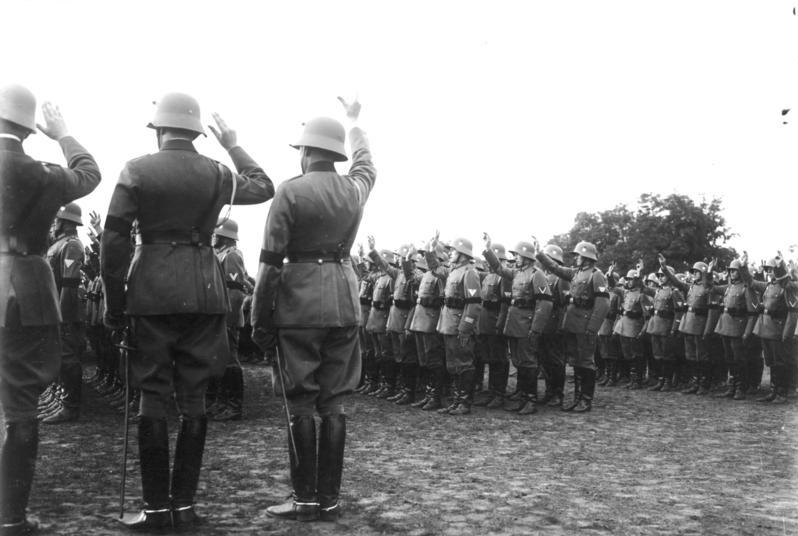
Żołnierze Reichswehry składają przysięgę wierności Adolfowi Hitlerowi

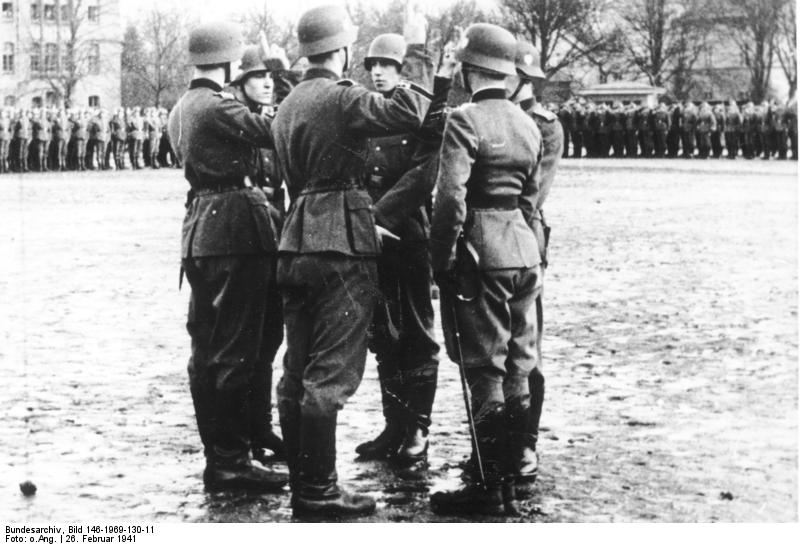
Żołnierze Dywizji Großdeutschland składają przysięgę wierności Hitlerowi

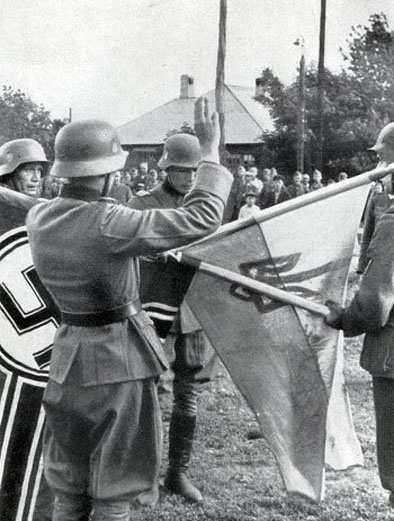
Żołnierze Ukraińskiej Armii Wyzwoleńczej składają przysięgę wierności Hitlerowi

Przysięga na wierność Hitlerowi (niem. Führereid) – przysięga wierności składana przez oficerów i żołnierzy Reichswehry, a następnie Wehrmachtu oraz urzędników służby cywilnej w nazistowskich Niemczech w latach 1934–1945. Przysięga powodowała osobistą lojalność wobec Adolfa Hitlera zamiast lojalności wobec konstytucji państwa. Historycy postrzegają przysięgę Hitlerowi jako ważny element psychologiczny nakazujący żołnierzom wykonywanie zbrodniczych rozkazów i popełnianie okrucieństw w państwach okupowanych podczas II wojny światowej. W czasie procesów norymberskich wielu niemieckich oficerów bezskutecznie próbowało wykorzystać przysięgę jako obronę przed oskarżeniami o zbrodnie wojenne i zbrodnie przeciwko ludzkości.

## Historia
W czasach Republiki Weimarskiej przysięga wierności składana przez Reichswehrę wymagała od żołnierzy przysięgi lojalności wobec Konstytucji Rzeszy Niemieckiej i jej legalnych instytucji. Po mianowaniu Hitlera na kanclerza w 1933 roku przysięga wojskowa uległa zmianie i żołnierze przysięgali teraz wierność narodowi i państwu. W dniu śmierci niemieckiego prezydenta Paula von Hindenburga 2 sierpnia 1934 roku, przysięga została ponownie zmieniona w ramach glajchszaltowania Niemiec; nie była to już kwestia wierności konstytucji i jej instytucjom, ale lojalności wobec samego Hitlera.
Choć powszechnie uważa się, że Hitler sam sporządził przysięgę i nałożył ją na wojsko, przysięga ta była inicjatywą ministra wojny Rzeszy, generała Wernera von Blomberga i generała Waltera von Reichenaua, szefa w Ministerstwie Wojny Rzeszy. Zamiarem Blomberga i Reichenaua było stworzenie przysięgi, która miała na celu ściślejsze związanie Hitlera z wojskiem i oddalenie od NSDAP. Wiele lat później Blomberg przyznał, że nie przemyślał wówczas wszystkich konsekwencji przysięgi.
20 sierpnia 1934 roku rząd Adolfa Hitlera uchwalił ustawę, która zastąpiła pierwotne przysięgi. Nowe prawo stanowiło, że zarówno członkowie sił zbrojnych, jak i urzędnicy państwowi musieli osobiście złożyć przysięgę wierności Führerowi.
Żołnierze przed złożeniem przysięgi uczyli się jej na pamięć, a podczas uroczystości mieli ją stojąc na baczność wypowiedzieć. Polacy wcieleni do Wehrmachtu składali przysięgę cicho i niechętnie, co było symboliczną manifestacją ich sprzeciwu wobec konieczności służby w nazistowskiej armii. Formalna odmowa składania przysięgi wierności Hitlerowi wiązała się bowiem z poważnymi konsekwencjami wyciąganymi wobec opornego żołnierza.

## Tekst wojskowej przysięgi
Tekst oryginalny

Ich schwöre bei Gott diesen heiligen Eid, daß ich dem Führer des Deutschen Reiches und Volkes, Adolf Hitler, dem Oberbefehlshaber der Wehrmacht, unbedingten Gehorsam leisten und als tapferer Soldat bereit sein will, jederzeit für diesen Eid mein Leben einzusetzen.

Tłumaczenie

Składam tę świętą przysięgę w obecności Boga, że wodzowi Rzeszy Niemieckiej i narodu niemieckiego, Adolfowi Hitlerowi, głównodowodzącemu Wehrmachtu, będę okazywał bezwarunkowe posłuszeństwo i jako dzielny żołnierz chcę być gotów w każdej chwili dla tej przysięgi oddać swoje życie.